# Leishmanioză
Leishmanioza este o boală provocată de protozoare parazite din genul Leishmania și răspândită prin înțepătura anumitor tipuri de flebotomi. Există trei tipuri principale de leishmanioză: cutanată, cutaneomucoasă și viscerală. Forma cutanată a bolii se manifestă prin ulcere de piele, cea cutaneomucoasă - prin ulcere de piele, ulcere la nivelul gurii și al nasului, iar forma viscerală începe cu ulcere de piele și se manifestă ulterior prin febră, reducerea numărului de globule roșii și mărirea splinei și a ficatului.

## Cauze și diagnostic
Infecțiile la om sunt provocate de peste 20 de specii de Leishmania. Factorii de risc includ sărăcia, subnutriția, despădurirea și urbanizarea. Toate trei forme ale bolii pot fi diagnosticate prin examinarea paraziților la microscop. În plus, forma viscerală poate fi diagnosticată prin analiză de sânge.

## Prevenire și tratament
Leishmanioza poate fi parțial prevenită dormind sub perdele impregnate cu insecticid. Alte măsuri includ pulverizarea de insecticid pentru omorârea flebotomilor și tratarea timpurie a persoanelor bolnave în scopul prevenirii răspândirii bolii. Tratamentul necesar este determinat de locul contractării bolii, specia de Leishmania și de tipul infecției. Împotriva bolii viscerale pot fi folosite următoarele medicamente: amfotericină B lipozomală, o combinație de antimonice pentavalente (precum stibogluconat de sodiu sau antimoniat de meglumină) și paromomicină, precum și miltefosină. Paromomicina, fluconazolul sau pentamidina ar putea fi eficiente împotriva bolii cutanate.

## Epidemiologie
În prezent, în jur de 12 milioane de oameni sunt infectați în aproximativ 98 de țări. În fiecare an, sunt depistate în jur de 2 milioane de cazuri noi și se produc între 20 și 50 de mii de decese. Circa 200 de milioane de oameni din Asia, Africa, America de Sud și Centrală și Europa de Sud locuiesc în zone unde boala este obișnuită. Organizația Mondială a Sănătății a obținut reduceri la anumite medicamente pentru tratarea bolii. Boala se poate manifesta și la anumite animale, inclusiv la câini și rozătoare.